# كأس مصر 2007–08
كأس مصر لكرة القدم 2008 هو الموسم السادس والسابعون من أقدم بطولة كرة قدم في أفريقيا والبطولة الإقصائية الأعلى في مصر. يشارك في البطولة 294 فريقًا. وكان النهائي يجمع بين الزمالك وإنبي.

## الأدوار الإقصائية
ملاحظة:من دور ال 32

### دور ال32[1]
| 4 : 3 |

| 3 : 4 |

| 4 : 5 |

### دور ال16[1]
| 3 : 4 |

| 3 : 1 |

### دور ربع النهائي[1]
| الأربعاء 5 مارس 2008 | الأربعاء 5 مارس 2008 | الأربعاء 5 مارس 2008 | الأربعاء 5 مارس 2008 | الأربعاء 5 مارس 2008 | الأربعاء 5 مارس 2008 | الأربعاء 5 مارس 2008 | الأربعاء 5 مارس 2008 | الأربعاء 5 مارس 2008 | الأربعاء 5 مارس 2008 |
| -------------------- | -------------------- | -------------------- | -------------------- | -------------------- | -------------------- | -------------------- | -------------------- | -------------------- | -------------------- |
| 16:00                | إنبي                 | 1 : 0                | الاتحاد السكندري     |                      |                      |                      |                      |                      |                      |
| 19:00                | حرس الحدود           | 1 : 0                | بتروجيت              |                      |                      |                      |                      |                      |                      |
| الخميس 6 مارس 2008   |                      |                      |                      |                      |                      |                      |                      |                      |                      |
| 16:00                | الألومنيوم           | 1 : 4                | المقاولون العرب      |                      |                      |                      |                      |                      |                      |
| 19:00                | الزمالك              | 4 : 1                | أسمنت السويس         |                      |                      |                      |                      |                      |                      |

### دور نصف النهائي[1]
| الثلاثاء 18 مارس 2008 | الثلاثاء 18 مارس 2008 | الثلاثاء 18 مارس 2008 | الثلاثاء 18 مارس 2008 | الثلاثاء 18 مارس 2008 | الثلاثاء 18 مارس 2008 | الثلاثاء 18 مارس 2008 | الثلاثاء 18 مارس 2008 | الثلاثاء 18 مارس 2008 | الثلاثاء 18 مارس 2008 |
| --------------------- | --------------------- | --------------------- | --------------------- | --------------------- | --------------------- | --------------------- | --------------------- | --------------------- | --------------------- |
| 18:00                 | الزمالك               | 2 : 1                 | حرس الحدود            |                       |                       |                       |                       |                       |                       |
| الأربعاء 19 مارس 2008 |                       |                       |                       |                       |                       |                       |                       |                       |                       |
| 18:00                 | المقاولون العرب       | 2 : 3                 | إنبي                  |                       |                       |                       |                       |                       |                       |

## النهائي
| الزمالك                            | 2–1 | إنبي          |
| ---------------------------------- | --- | ------------- |
| أسامة حسن (ض.ج) 33' · عمرو زكي 81' |     | محمد يونس 62' |

## قائمة الهدافين[1]
| أهداف▼ | ركلات جزاء | ركلات جزاء | الإسم           | الفرق           |
| أهداف▼ | مسجلة▼     | ضائعة▼     | الإسم           | الفرق           |
| 3      | 0          | -          | بهاء بري        | بترول أسيوط     |
| 3      | 0          | -          | مصطفى جعفر      | الزمالك         |
| 3      | 1          | -          | عمرو زكي        | الزمالك         |
| 2      | 0          | -          | دي فونيه        | إنبي            |
| 2      | 1          | -          | اسامة حسن       | الزمالك         |
| 2      | 0          | -          | حسن موسى        | طلائع الجيش     |
| 2      | 1          | -          | حسِين علي        | بتروجيت         |
| 2      | 0          | -          | عبدالحليم علي   | الزمالك         |
| 2      | 0          | -          | إسلام عزت(إيسو) | الزمالك         |
| 2      | 0          | -          | رامي ربيع       | المقاولون العرب |
| 2      | 0          | -          | إسماعيل يورنوجو | النصر           |